# イ・ミンギ
イ・ミンギ（이민기、1985年1月16日 - ）は、大韓民国の俳優。身長183cm、体重68kg、血液型A型。

## 来歴・人物
モデルエイジェンシーの掲示板に載せた写真が、事務所社長の目に留まり、何の準備もしないまま、ソウルに上京。上京後すぐにモデルとして活躍する。
所属事務所の社長が、方言を使う面白い子がいると推薦したことでドラマデビューを果たし、2005年には『がんばれ!クムスン』にレギュラー出演した。2005年 MBC演技大賞新人賞を受賞。

## 出演作品

### テレビドラマ
- オー! サラ（2005年、KBS）
- テルン選手村（2005年、MBC） - ホン・ミンギ役
- レインボー・ロマンス（2005年、MBC）
- がんばれ!クムスン（2005年、MBC） - ノ・テワン役
- めっちゃ大好き!（2006年、MBC） - ナム・ボンギ役
- タルジャの春（2007年、KBS） - カン・テボン役
- いいかげんな興信所（2007年、KBS） - パク・ムヨル役
- 美男＜イケメン＞バンド 〜キミに届けるピュアビート〜（2012年、tvN） - チュ・ビョンヒ役（1,2話 特別出演）
- この恋は初めてだから（2017年、tvN） - ナム・セヒ役
- キム秘書はいったい、なぜ?（2018年、tvN） - キム・ヨンマンの若い時代役
- 僕が見つけたシンデレラ（2018年、JTBC） - ソ・ドジェ役
- みんなの嘘（2019年、OCN） - チョ・テシク役
- Oh!ご主人様（2021年、MBC） - ハン・ビス役
- 私の解放日誌（2022年、JTBC） - ヨム・チャンヒ役
- ヒップタッチの女王（2023年、 JTBC）-ムン・ジャンヨル役

### 映画
- 浮気日和（2007年）
- ロマンチックアイランド（2008年）
- おいしいマン（2009年）
- TSUNAMI -ツナミ-（2009年）
- 10億（2009年）
- クイック!!（2011年）
- 恋は命がけ（2011年）
- 恋愛の温度（2013年）
- モンスター(その怪物)（2013年）
- 俺の心臓を撃て（2014年）
- 皇帝のために（2015年）
- 朝鮮名探偵3 鬼（トッケビ）の秘密（2018年）

## 受賞歴
- 2005年 MBC演技大賞 新人賞
- 2010年 第46回百想芸術大賞 映画部門 男性新人演技賞

## 外部サイト
- イ・ミンギ 日本公式ファンクラブ
- 이 민기 Lee minki (@m.m.minki) - Instagram